# أنتوني كارترايت
أنتوني كارترايت (8 أغسطس 1940 - ) (بالإنجليزية: Anthony Cartwright)‏ هو لاعب كريكت نيوزلندي.

## وصلات خارجية
- أنتوني كارترايت على موقع إي آس بي آن كريك إنفو (الإنجليزية)